# キャサリン・マクフィー
キャサリン・ホープ・フォスター （旧姓マクフィー）（Katharine Hope Foster (née McPhee)、1984年3月25日 - ）は、アメリカ合衆国の歌手、女優、モデル。アメリカの人気オーディション番組『アメリカン・アイドル』(2006年)で準優勝。2007年にリリースされたデビューアルバム『Katharine McPhee』は全米アルバムチャートで第2位を記録した。また、テレビドラマ『SMASH』でのカレン・カートライト役でも知られている。身長173cm。

## 来歴
アメリカ合衆国カリフォルニア州ロサンゼルスでアイルランド系、ドイツ系、スコットランド系の家系にて生まれる。父親はTVプロデューサーのダニエル・マクフィーと母親はヴォーカル・コーチのパトリシア・バーチ・マクフィーである。　姉にエイドリアンがいる。2歳頃から歌いだした。母親は常日頃から彼女にヴォーカルトレーニングをさせていた。12歳のときに家族と共にロサンゼルスのシャーマン オークスに移る。14歳の頃、ニューヨークで初めて見たミュージカルに衝撃を受け、演技の世界を志す。ノートルダム高校在学中にはミュージカル劇を専攻する。2002年に卒業した後、ボストン音楽院に入学して、ミュージカル・シアターを専攻した。彼女はあるマネージャーのすすめでテレビ番組のオーディションを受ける決意をする。それによりボストン音楽院を中退しロサンゼルスに戻った。ロサンゼルスでテレビ番組パイロット版などのオーディションを受けるが、『People』誌によると200受け、195は落とされるような状態だった。しかしそれでも彼女は役を勝ち取る。2005年前半に撮影され、2007年公開の、ミュージカル映画『Crazy』に出演した。一方で、彼女は13歳頃から摂食障害を患っており、17歳で過食症になってしまい、そのため治療を受けリハビリの日々を過ごした。知人のすすめで、Foxテレビの人気オーディション番組『アメリカン・アイドル』に出場する。そのため体重を約14kg減らす。オーディションでは「降っても晴れても」などを歌う、そしてアメリカン・アイドル (シーズン5)で準優勝する。
2006年6月6日、RCAレコードとサイモン・フラーが所有する19レコーディングと契約する。
2006年6月27日、デビュー・シングル「Somewhere Over the Rainbow / My Destiny」がRCAレコードによってリリースされた。「Somewhere Over the Rainbow」は全米シングルチャートで12位を記録する。また、シングル「My Destiny」は60位であった。ビルボードホットシングルセールスチャートで「Somewhere Over the Rainbow / My Destiny」は4位を記録し、58週間チャートに残っていた。
彼女には気管支炎があり、のどに炎症を起こしたこともあって7月に行われたアメリカン・アイドルツアーに最初から参加できなかったが、7月28日のワシントンDCショーの途中からツアーに参加する。8月1日、彼女が舞台裏でつまずく事故が発生する。それにより足を骨折したが、彼女は最後までツアーをやり遂げた。
2007年1月30日にリリースされた、 デビューアルバム『Katharine McPhee』が全米アルバムチャートで初登場第2位を獲得した。シングルの「Over It」は全米シングルチャートで29位であった。 
彼女は、2007年前半にウェブシリーズ『ロンリーガールフィフティーン』に出演し、2007年ABCのテレビドラマ・シリーズ『アグリー・ベティ』で、エピソード「カミングアウト」に本人役で出演した。
2008年、彼女とRCAレコードが契約を解除。 2008年6月、世界的に著名な音楽プロデューサーであるデイヴィッド・フォスターがプロデュースした「I Will Be There With You」を彼女がオリジナルソングとして日本航空のために歌った。2008年に公開された映画『キューティ・バニー』でアンナ・ファリス、エマ・ストーンと共演し、彼女はハーモニー役を演じる。彼女は7月に、『キューティ・バニー』のキャストたちと共に「I Know What Boys Like」のカバー曲をリリースした。2008年9月アニメ映画『バービーとダイヤモンドの城』でカバー曲「Connected」とミュージックビデオをリリースする。2008年10月、マクフィーはディズニー映画『ティンカー・ベル』で「Let Your Heart Sing」を歌う。 
2009年1月27日に、マクフィーがヴァーヴ・フォアキャスト・レコードと新しい契約を結んだ。 2009年、シングル「Had It All」をリリースする。2009年11月17日クリスマスソング「I'll Be Home For Christmas」をリリースした。2009年、CBSのミステリテレビドラマ・シリーズ『CSI:ニューヨーク』、2010年放送のNBCコメディドラマ『Community』に出演した。 2010年1月5日にリリースされた『Unbroken』が、全米アルバムチャートで27位を獲得した。
2010年2月1日に、マクフィーはハイチ地震救援チャリティに、75人のミュージシャンと共に参加し「ウィー・アー・ザ・ワールド」のリメーク版である「ウィ・アー・ザ・ワールド25 フォー・ハイチ」を歌い、売り上げはハイチ地震救援に充てられた。
2010年5月4日、アルバム『Unbroken』からシングルカットされた「Terrified」のミュージックビデオで俳優のザッカリー・リーヴァイと共演した。2010年10月4日『Unbroken』からミュージックビデオ「Say Goodbye」をVevoにてリリースされる。
チャリティー活動に積極的であり、『アメリカン・アイドル』で準優勝した同じ年の2006年にマクフィー・アウト・リーチを設立する。

## 私生活

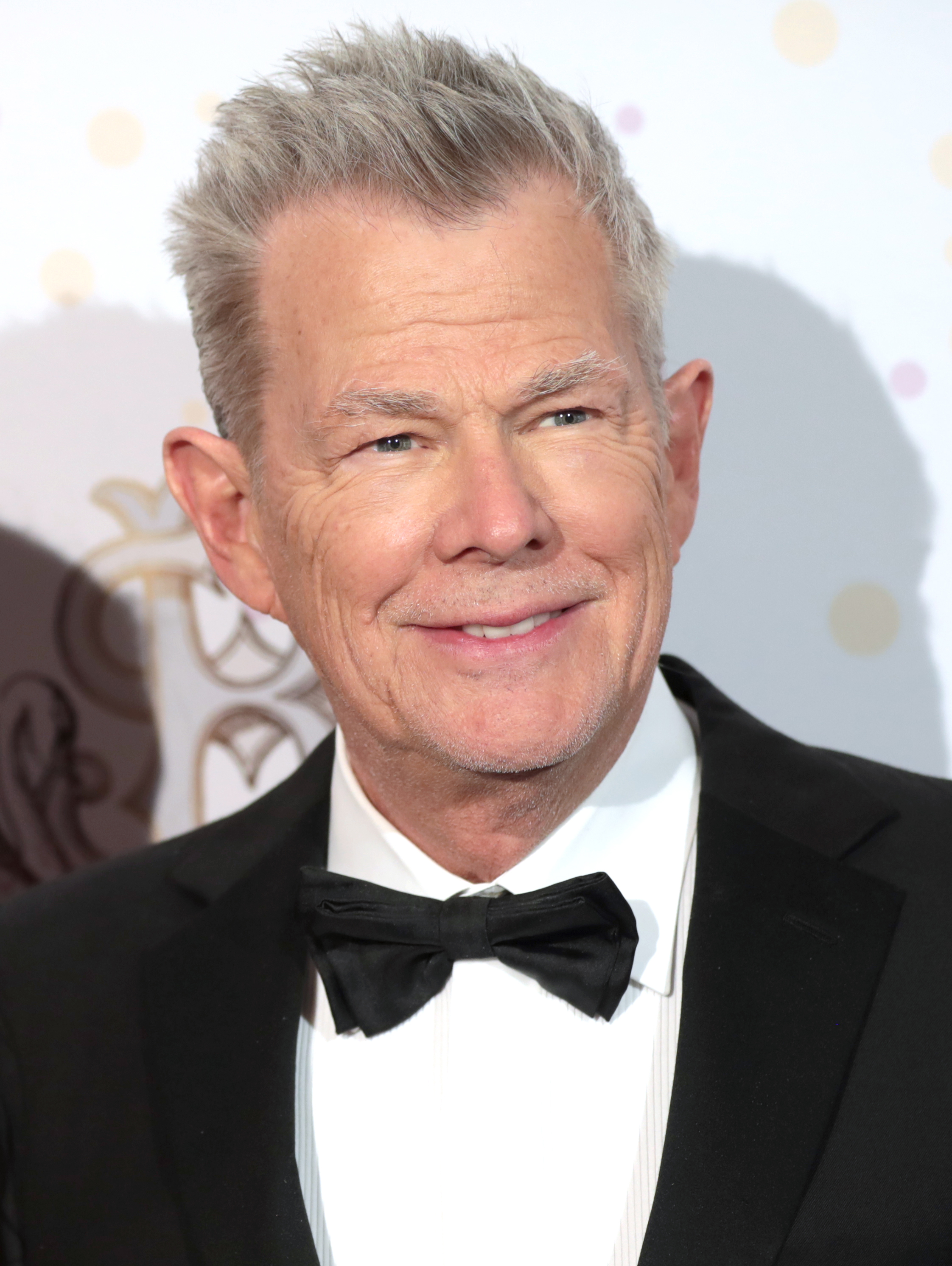
2番目で、現在の夫であるデイヴィッド・フォスター。フォスターは5度目の結婚。

2007年9月28日に、19歳年上のマネージャーでプロデューサーのニック・コカスと婚約。
2008年2月2日に、婚約者であるニック・コカスとビバリーヒルズにある長老教会 (Beverly Hills Presbyterian Church) にて挙式。
2013年に、夫であるとニックと別居。
2013年10月に、メアリー・マコーマックの夫である10歳年上のテレビドラマ監督の
マイケル・モリス (Michael Morris)とのW不倫写真を撮られる。
2014年5月22日、代理人によってマクフィーが夫であるニックとの離婚の申請をしたことを公表した。

2014年8月18日、CBSドラマ『SCORPION/スコーピオン』の共演者エリス・ガベルとの熱愛が報じられる。

2016年2月11日（現地時間）に、ニック・コカスとの離婚が成立したことをE! Onlineが報じた。
日本では、2016年2月16日に、シネマトゥデイが報じた。
2016年7月25日（現地時間）、エリス・ガベルとの破局をアメリカのメディアJust Jaredが独占で報じる。その後は、くっついたり離れたりのon/off (off-again relationship) な関係であった。
2017年7月17日（現地時間）に、起業家のニック・ハーボーン(Nick Harborne)との熱愛をDaily Mailが独占で報じる。7月20日にはDaily MailとJust Jaredがハーボーンとのデートしているところやキスしているところを報じられる。その後、破局。
2018年7月3日（現地時間）に、かねてより交際していた34歳年上の音楽プロデューサーのデイヴィッド・フォスターと、バカンス先であるイタリアのカプリにて婚約。
2019年6月28日（現地時間）に、婚約者であるデイヴィッド・フォスターとイングランドロンドンのケンジントン地区にあるアルメニア使徒教会 Church of St Yeghiche, South Kensingtonにて、挙式。
ウエディングドレスは、ファッションデザイナーのザック・ポーゼン (Zac Posen) によってデザインされた。なお、この教会はイギリスにある最大のアルメニア使徒教会である。
挙式の翌日には、キャサリン・フォスター (Katharine Foster) になったことを自身のツイッターにて報告した。また、自信のインスタグラムの登録名を「Katharine Foster」に変更
している。

## ディスコグラフィ

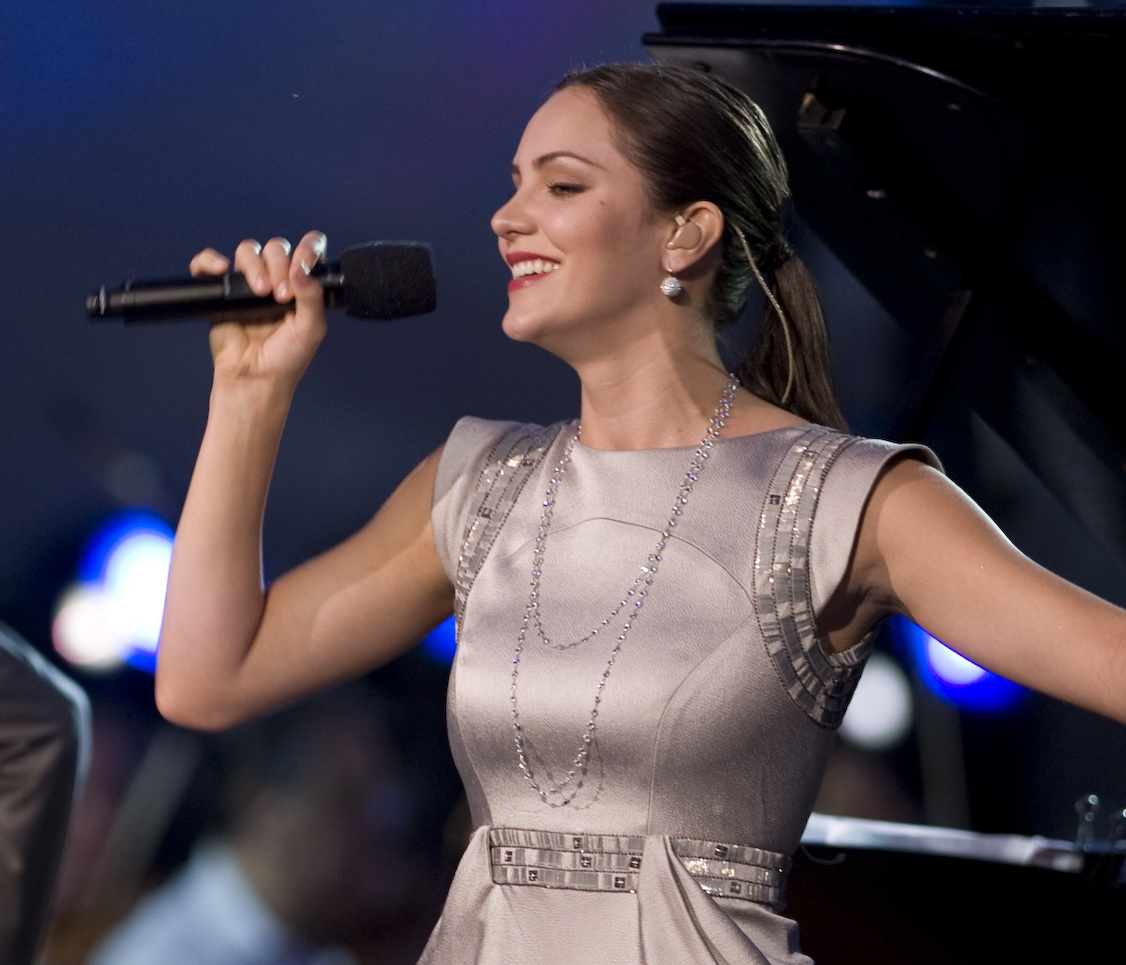
ナショナル・メモリアル・デー コンサート ワシントンD.C.にて（2009年）

### アルバム
| 年度 | アルバム | 最高順位 | 最高順位              | 最高順位              |
| 年度 | アルバム | 全米     | 米国 トップ・デジタル | 米国 トップ・ホリデイ |
| ---- | --- | -------- | --------------------- | --------------------- |
| 2007 | Katharine McPhee - リリース：2007年1月30日 - レーベル: RCAレコード - フォーマット: CD, デジタル・ダウンロード                                                | 2        | 2                     | —                     |
| 2010 | Unbroken - リリース：2010年1月5日 - レーベル: ヴァーヴ・フォアキャスト・レコード - フォーマット: CD, デジタル・ダウンロード                                  | 27       | 25                    |                       |
| 2010 | Christmas Is the Time to Say I Love You - リリース：2010年10月12日 - レーベル: ヴァーヴ・フォアキャスト・レコード - フォーマット: CD, デジタル・ダウンロード |          |                       | 11                    |
| 2015 | Hysteria - リリース：2015年9月18日 - レーベル: eOne - フォーマット: CD, デジタル・ダウンロード                                                               | 37       |                       |                       |
| 2017 | I Fall in Love Too Easily - リリース:2017年11月17日 - レーベル: - フォーマット:                                                                              |          |                       |                       |

### シングル
- 「Somewhere Over the Rainbow / My Destiny」(2006)
- 「Think」(2006)
- 「Over It」(2007)
- 「Love Story」(2007)
- 「I Will Be There with You」(2008)※日本航空オリジナルソング
- 「Had It All」(2009)
- 「I'll Be Home For Christmas」(2009)
- 「Have Yourself a Merry Little Christmas」(2010)

## 主な出演作品

### テレビドラマ
| 年度      | 作品                                      | 役名                              | 備考           |
| --------- | ----------------------------------------- | --------------------------------- | -------------- |
| 2007      | ロンリーガールフィフティーン lonelygirl15 |                                   | ウェブシリーズ |
| 2007      | アグリー・ベティ Ugly Betty               | 本人役                            |                |
| 2009      | CSI:ニューヨーク CSI: NY                  | オデッサ・ショウ / ダナ・メルトン |                |
| 2010      | Community                                 | アンバー                          |                |
| 2012–2013 | SMASH Smash                               | カレン・カートライト              |                |
| 2012      | ファミリー・ガイ Family Guy               |                                   |                |
| 2014-2018 | SCORPION/スコーピオン Scorpion            | ペイジ・ディニーン                |                |

### 映画
| 年度 | 作品                               | 役名       | 備考       |
| ---- | ---------------------------------- | ---------- | ---------- |
| 2007 | Crazy                              |            | カメオ出演 |
| 2008 | キューティ・バニー The House Bunny | ハーモニー |            |
| 2011 | You May Not Kiss the Bride         | マーシャ   |            |
| 2011 | シャーク・ナイト Shark Night 3D    | ベス       |            |
| 2012 | Peace, Love, & Misunderstanding    |            | カメオ出演 |